# Kręcko (przystanek kolejowy)
Kręcko – zlikwidowany kolejowy przystanek osobowy na linii kolejowej nr 358 we wsi Kręcko, w powiecie świebodzińskim w województwie lubuskim, w Polsce.